# Aulacomitrium
Aulacomitrium là một chi rêu trong họ Ptychomitriaceae.